# Европско првенство у атлетици у дворани 1972 — штафета 4 х 2 круга за жене
Такмичење штафета 4 х 2 круга у женској конкуренцији на трећем Европском првенству у атлетици у дворани 1972. 12. марта 1972. године у Палати спортова у Греноблу, Француска.
Пошто је кружна стаза у Греноблу износила 180 метара, није се могло одржати такмичење штафета 4 х 400 метара јер су два круга уместо 400 метара износила 360, тако да је било немогуће измене извршити на местима које та трка по правилима ИААФ предвиђа, па је назив ове дисциплине био штафета 4 х 2 круга. Победницама се рачунају медаље, а постигнути резултати не, јер су постигнути у дисциплини која званично не постоји. 
Учествовало је 12 такмичарки у 3 штафете из исто толико земаља.

## Резултати
Због малог броја учесника одржана је само финална трка, а све три штафете су освојиле по медаљу.

### Коначан пласман
| Пласман | Атлетичарке                                                              | Земља           | Резултат | Белешка |
| ------- | ------------------------------------------------------------------------ | --------------- | -------- | ------- |
|         | Рита Вилден, Ерика Вајнштајн, Кристел Фрезе, Инге Бединг                 | Западна Немачка | 3:10,4   |         |
|         | Наталија Чистјакова Људмила Аксенова Љубов Завјалова Надежда Колесникова | Совјетски Савез | 3:11,2   |         |
|         | Маделен Томас, Бернадет Мартен, Нокол Дикло, Колет Бесон                 | Француска       | 3:11,3   |         |